# Стенлі Дейвід Гріггс
Стенлі Дейвід Гріггс (7 вересня 1939 , Портленд  — 17 червня 1989 , Ерл, Арканзас )англ. Stanley David Griggs — астронавт НАСА. Здійснив один космічний політ як фахівець польоту на шатлі STS-51-D (1985, «Діскавері»), здійснив один вихід у відкритий космос, контр-адмірал.

## Народження та освіта

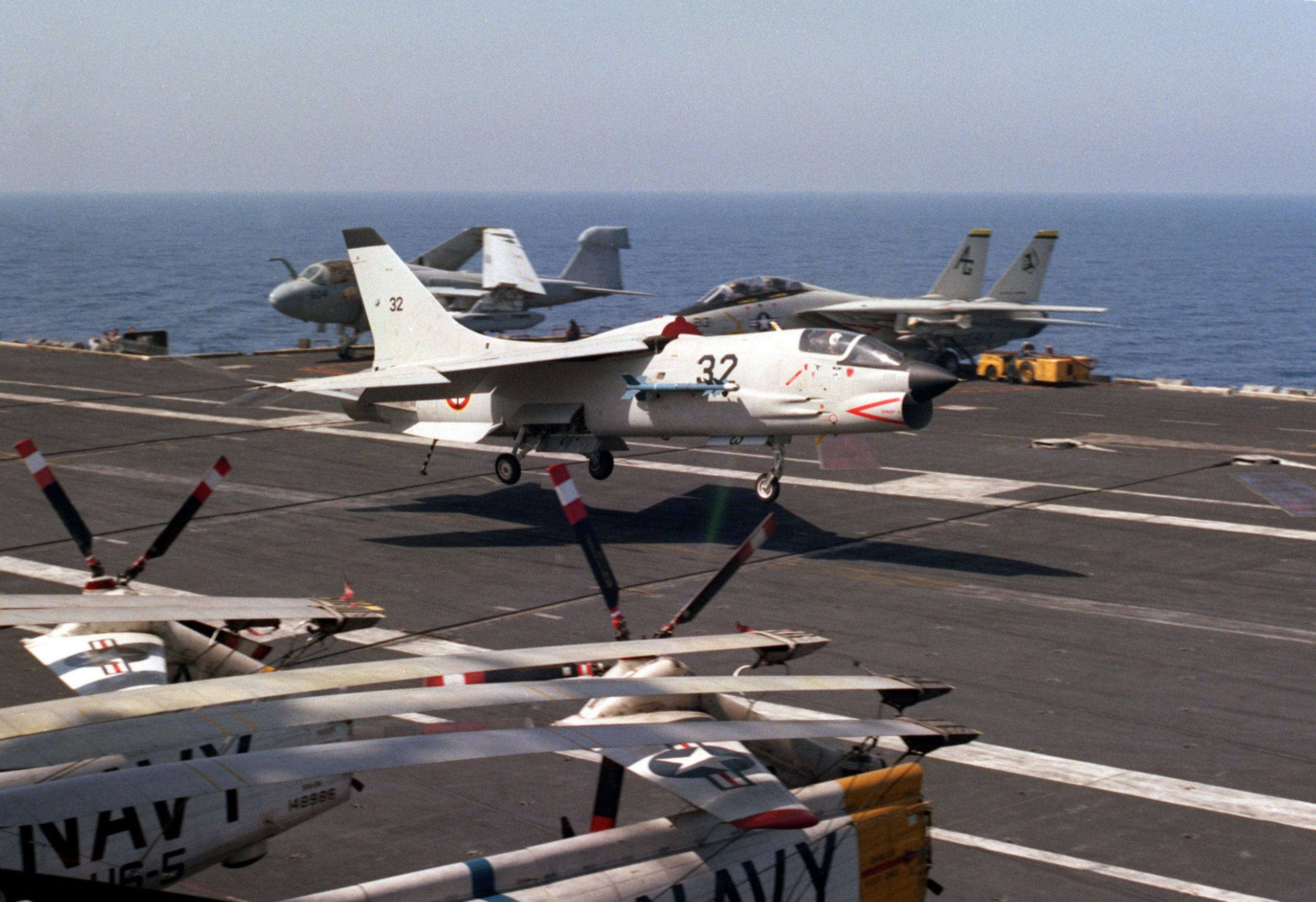
F-8 приземляється на палубу.

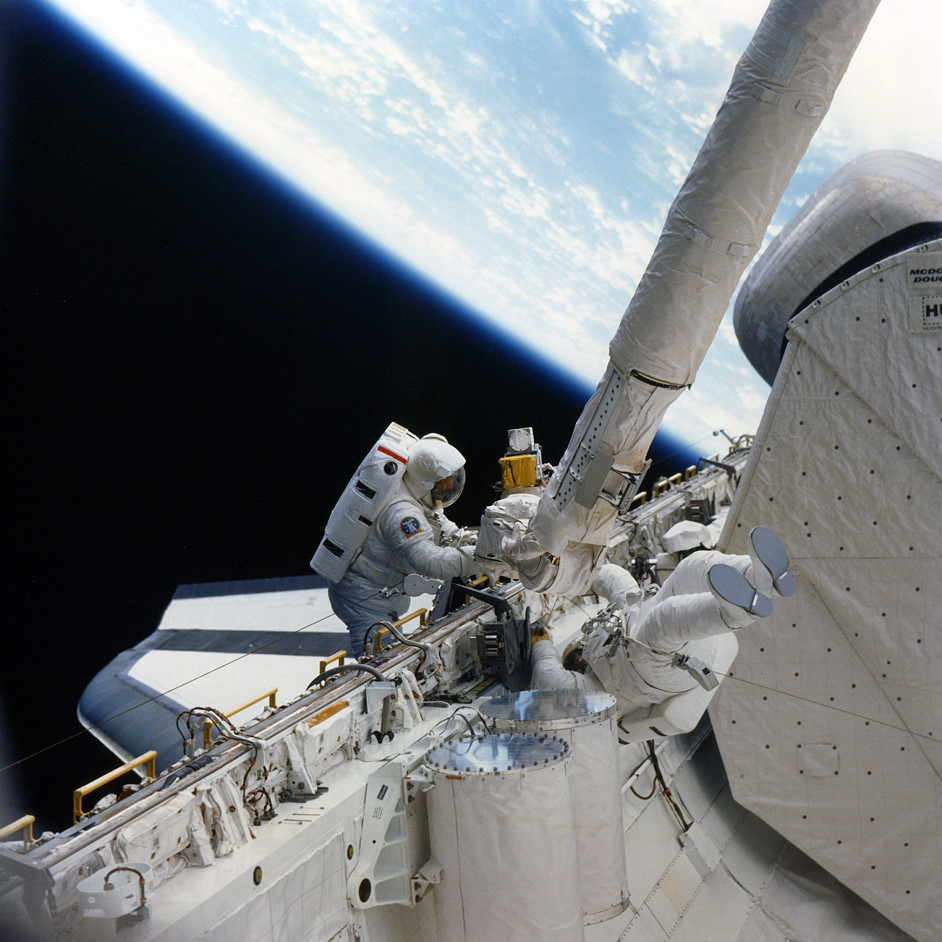
Грігс (ліворуч) та Хоффман — робота з маніпулятором.

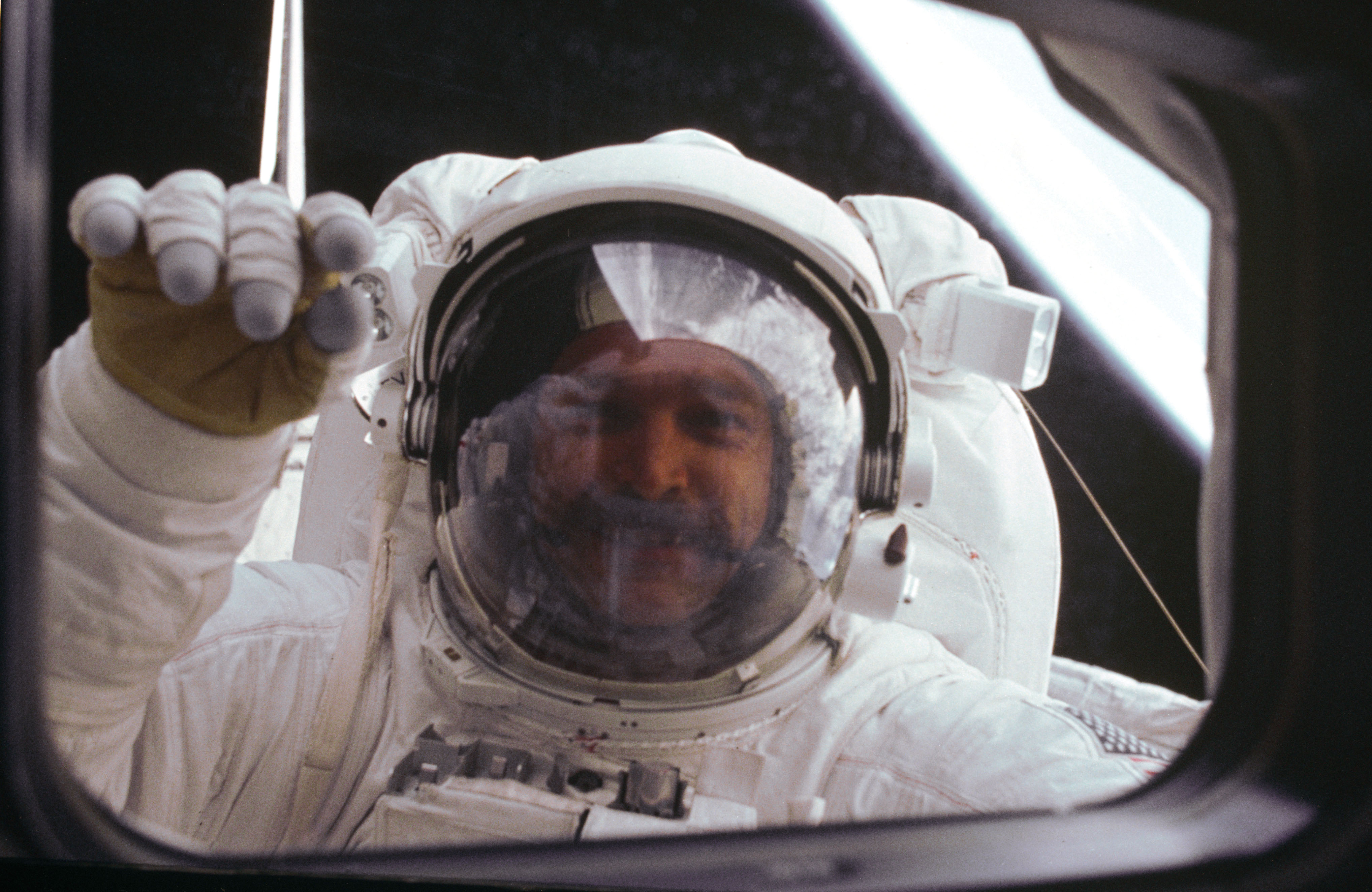
Грігс заглядає в ілюмінатор.

Народився 7 вересня 1939 р. в місті Портленд (Орегон), штат Орегон, там же в 1957 році закінчив середню школу імені Лінкольна. У 1962 році закінчив Військово-морську академію США і отримав ступінь бакалавра наук. У 1970 році в Університеті імені Джорджа Вашингтона отримав ступінь магістр а наук в галузі адміністрування..

## До польотів
Поступив на службу в ВМС в 1962 році і незабаром був направлений на льотну підготовку, яку завершив у 1964 році, ставши військово-морським льотчиком. Отримав призначення в 72-гу ударну ескадрилью, де літав на A-4. Брав участь у поході в Середземне море і двох походах до берегів Південно-східної Азії на борту авіаносців «Індепенденс» і «Франклін Д. Рузвельт». У 1967 році вступив у Школу льотчиків-випробувачів ВМС США на авіабазі Патаксент-Рівер в Меріленді. За її закінченню був направлений випробувачем у Відділення оцінки льотних і технічних харакетристики Відділу льотних випробувань. У 1970 році залишив активну службу і перейшов в запас авіації ВМС. Як резервіст був приписаний до різних штурмовим і винищувальних ескадрилей ВМС США на авіабазах біля міста Новий Орлеан в штаті Луїзіана і «Мірамар» в Сан-Дієго, Каліфорнія. Літав на A-4, A-7, і F-8. Був командиром 2082-й штурмовий ескадрильї, старшим помічником командира авіаносного крила 0282. Був консультантом з космічним питань в Науково-дослідній лабораторії ВМС. З 1970 року працював льотчиком-випробувачем в Космічному центрі імені Джонсона. У 1974 році був призначений провідним льотчиком-випробувачем навчально-тренувального літака-аналога шаттла, брав участь у проєктуванні та випробуваннях цього літак а. Загальний наліт становив понад 9500 годин на 45 типах ЛА, з них не менше 7800 годин на реактивних літаках. Виконав понад 300 посадок на палубу авіаносців. У січні 1976 року був призначений начальником Відділу експлуатації літака-аналога шаттла. На цій посаді залишався до зарахування в загін астронавтів. Служив в Космічному командуванні ВМС США. Військові звання: контрадмірал ВМС (у відставці)..

## Космічна підготовка
16 січня 1978 зарахований до загону астронавт ів НАСА під час 8-го набору. Пройшов Курс загальнокосмічної підготовки (ОКП) і в серпні 1979 року була зарахований до Відділу астронавтів як пілот шаттла. Брав участь у розробці та тестуванні коллиматорного індикатора системи зближення і посадки, розробки пристрою для автономного переміщення астронавта (Manned Maneuvering Unit — MMU). У вересні 1983 року був призначений фахівцем польоту в екіпаж STS-51-D.

## Космічний політ
- Перший політ — STS-51D[3], шаттл «Діскавері». З 12 по 19 квітня 1985 року як пілот шаттла. Під час польоту виконав один вихід у відкритий космос: 16.04.1985 — тривалістю 3 години 10 хвилин. Тривалість польоту склала 6 діб 23 години 56 хвилин[4].

Був включений в екіпаж шаттла Атлантіс STS-61-K як пілот. Політ був запланований на жовтень 1986 года, але скасований через катастрофи шаттла Челленджер. Після відновлення польотів шатлів був включений в екіпаж STS-33 як пілот. Політ був запланований на серпень 1989 року, але в червні Стенлі Гріггс загинув.
Загальна тривалість польотів у космос — 6 діб 23 години 56 хвилин.

## Після польотів
Загинув 17 червня 1989 а під час катастрофи літака Т-6 часів Другої світової війни біля міста Ерл в штаті Арканзас. Похований на Арлінгтонському національному цвинтарі, штат Вірджинія.

## Нагороди та премії
Нагороджений: Медаль Міністерства оборони «За видатну службу» (США), Хрест льотних заслуг (США), Медаль похвальною служби (США), Повітряна медаль (США) зі Зіркою II ступеня і зі Зіркою IV ступеня, Медаль за службу національної обороні (США), Хрест «За хоробрість» (Південний В'єтнам), Медаль в'єтнамської кампанії, Медаль «За космічний політ» (1985).

## Сім'я
Був одружений з Керен Френсіс Крібі, діти — дві дочки: Елісон Мері (нар. 21.08.1971), Керрі Енн (нар. 14.05.1974). Захоплювався: польотами, ремонтом автомобілів, зимовими лижами і бігом.